# White Plains (Nova Iorque)
White Plains é uma afluente cidade do estado de Nova Iorque, nos Estados Unidos, localizada logo ao norte da cidade de Nova Iorque, 11 km ao leste do Rio Hudson e 11 km a noroeste de Long Island. É vizinha das cidades de North Castle, Harrison, Scarsdale, e Greenburgh. White Plains é o centro comercial e a sede do Condado de Westchester, um condado suburbano, lar de quase um milhão de pessoas.
Fica apenas 30 minutos do centro de Manhattan de trem. De acordo com um censo de 2012, a cidade tem um total populacional de 56,853 de pessoas e, de acordo com o governo da cidade, durante o dia de dias úteis, a população chega a uma estimativa de 250,000 devido a concentração de grandes empresas.
Hoje, White Plains tem um centro desenvolvido com um comercio ativo, que começou com a construção de ferrovias e rodovias de acesso da cidade de Nova Iorque, e a abertura da primeira loja da Macy's em 1949. Varias lojas de grifes famosas de Nova Iorque seguiram a Macy's e agora são encontradas no centro de White Plains, incluindo Saks Fifth Avenue, Bloomingdale's, Neiman Marcus, Nordstrom, Sears, Burlington Coat Factory. São mais de 1.000 lojas distribuídas em 4 centros comerciais.
Após a entrada das grandes marcas e grifes comerciais, White Plains começou um projeto de expansão residencial nos anos 1960, atraindo pessoas da cidade de Nova Iorque que queriam em uma cidade com as características de uma cidade pequena mas com o acesso a metrópoles de Nova Yorque. Em seguida, com essas grande infraestrutura comercial e residencial, varias empresas começaram a realocar seus escritórios para White Plains. Empresas como Nine West Group, Bunge Limited, Allegiance Financial, ITT Corporation, Nokia, Heineken USA, Verizon, AT&T, Alliance Bernstein, entre outras. O ápice foi na década de 80, quando mais de 50 empresas reconhecidas como Fortune 500 estavam sediadas em White Plains e região. Hoje, esse numero esta mais baixo devido as consolidações das empresas.
Um projeto chamado Renaissance Square renovou o centro de White Plains com uma área luxuosa com comercio e apartamentos. Nesta área, há uma torre residencial de 40 andares e um hotel Ritz-Carlton com mais de 400 suítes. Essas torres são os prédios mais altos de White Plains, e também da região entre Nova Iorque e Boston. Neste Square, a torre norte do Ritz Carlton tem 150 metros de altura e a torre Sul tem 138 metros. Em comparação, os prédios mais altos de White Plains antes dessas torres eram a One City Place e a Trump Tower at City Center, ambas com 108 metros de altura cada.

## História
No começo do século 17, a região de White Plains era usada para produção agrícola da tribo de Weckquaeskeck, parte da nação dos Mohicanos, perto a colônia Holandesa de Manhattan. Foi chamada de White Plains pelos comerciantes de Nova Iorque, pela região ter uma nevoa espessa criada pelo alagamento das bordas do rio Bronx. Somente em 1683 a primeira colonização não-indígena de White Plains ocorreu, com a compra de 4.400 acres pelos puritanos de Connecticut.
Em junho de 1776, durante as tensões entre a então colônia Americana e a Inglaterra que se escalaram ate chegar a uma guerra, os membros do Primeiro Congresso Continental entregaram uma declaração da independência ao Governo Provincial de Nova Iorque, na corte de justiça. A declaração foi aprovada pelos legisladores e foi lida publicamente pela primeira vez nos Estados Unidos nos degraus da corte de justiça de White Plains,  declarando a independência da colônia Americana da Inglaterra, a criação dos Estados Unidos da América, e a formação do Estado de Nova Iorque.
Em Outubro de 1776, a Inglaterra, liderada pelo General Sir William Howe, atacou a região de White Plains. As tropas lideradas por George Washington ocuparam as montanhas ao redor da região, e atacaram. A Batalha de White Plains durou ate 5 Novembro de 1776, quando Howe retirou suas tropas e White Plains ficou ao commando de George Washington. Em uma ironia da batalha, um Major do exercito de George Washington, John Austin, estava bêbado quando a batalha terminou, e sem saber que Howe tinha retirado suas tropas de White Plains, incendiou a cidade e queimou varias casas com a intenção de forcar as tropas de Howe embora. Uma corte marcial julgou e culpou o Major Austin por essa ação.
Em 1778, White Plains foi oficialmente nomeada. 
O primeiro Census dos Estados Unidos, em 1790, listou a população de White Plains em 505 pessoas, dos quais 46 eram escravos. Para comparação, nesta mesma data, O Census reportou a população da cidade de Nova Iorque em 33.000 pessoas. 

## Geografia
De acordo com o United States Census Bureau, a cidade tem uma área de 25,6 km², onde 25,3 km² estão cobertos por terra e 0,3 km² por água.
A cidade está dividida em 34 bairros:
- Battle Hill
- Bryant Gardens
- Carhart
- Colonial Corners
- Downtown White Plains
- East White Plains
- Eastview
- Ferris Avenue
- Fisher Hill
- Fulton Street
- Gedney Farms
- Gedney Manor
- Gedney Meadows
- Gedney Park
- Green Acres
- Haviland Manor
- Highlands
- Holbrooke
- Idle Forest
- North Broadway
- North Street
- North White Plains
- Dekalb
- Old Mamaroneck Road
- Prospect Park
- Reynal Park
- Ridgeway
- Rocky Dell
- Rosedale
- Saxon Woods
- Secor Gardens
- Soundview
- Westminster Ridge
- Winbrook
- Woodcrest Heights

## Clima
O clima em White Plains é considerado húmido continental, com 4 estações claramente distintas. O inverno é frio e com neve moderada, temperaturas medias em Janeiro estão em torno de -1,6°C. A temperatura mais baixa recordada em White Plains é de -25.6°C. O verão é húmido e quente, temperaturas medias em Julho estão em torno de 23,1°C.  A temperatura mais alta recordada em White Plains é de 38,9°C. A primavera e o outono tem flutuações grandes de temperatura, mas geralmente tem temperaturas agradáveis.
Estatísticas de clima, medias de 1981 a 2010.
- Janeiro - temperaturas medias de 2°C de alta e -6°C de baixa, medias de 90,7 mm de chuva e 22,6 cm de neve.
- Fevereiro - temperaturas medias de 4°C de alta e -4°C de baixa, medias de 70,1 mm de chuva e 22,4 cm de neve.
- Marco - temperaturas medias de 9°C de alta e -1°C de baixa, medias de 105,4 mm de chuva e 13,7 cm de neve.
- Abril - temperaturas medias de 15°C de alta e 4°C de baixa, medias de 114,3 mm de chuva e 2,5 cm de neve.
- Maio - temperaturas medias de 21°C de alta e 10°C de baixa, medias de 106,4 mm de chuva e 0 cm de neve.
- Junho - temperaturas medias de 26°C de alta e 15°C de baixa, medias de 109 mm de chuva e 0 cm de neve.
- Julho - temperaturas medias de 28°C de alta e 18°C de baixa, medias de 94 mm de chuva e 0 cm de neve.
- Agosto - temperaturas medias de 27°C de alta e 18°C de baixa, medias de 101,6 mm de chuva e 0 cm de neve.
- Setembro - temperaturas medias de 23°C de alta e 13°C de baixa, medias de 115,8 mm de chuva e 0 cm de neve.
- Outubro - temperaturas medias de 17°C de alta e 7°C de baixa, medias de 112,5 mm de chuva e 0 cm de neve.
- Novembro - temperaturas medias de 11°C de alta e 3°C de baixa, medias de 101,9 mm de chuva e 0,8 cm de neve.
- Dezembro - temperaturas medias de 5°C de alta e -3°C de baixa, medias de 103,6 mm de chuva e 14 cm de neve.
- Ano - temperaturas medias de 15,7°C de alta e 6,2°C de baixa, 115,5 mm dias de chuva e 75,9 cm de neve.

## Demografia
Segundo o censo nacional de 2010, a sua população é de 56 853 habitantes, e sua densidade populacional é de 2 247,1 hab/km².

### Estatísticas
Dados com base no ano 2010.
- População abaixo de 5 anos de idade 5,9%
- População abaixo de 18 anos de idade 20,2%
- População acima de 65 anos de idade 15,3%
- População de mulheres 51,9%
- População acima de 25 anos com educação mínima de colegial completo 87,8%
- População acima de 25 anos com educação mínima de universidade completo 46,1%
- Numero de pessoas por habitação 2,44%

## Notáveis pessoas nascidas em White Plains
- Brian Burton (Danger Mouse), músico, compositor e produtor.[8]
- Joseph Campbell, escritor e experiente em mitos e lendas.[9]
- Erin Cardillo, atriz.
- Dan Duryea, ator.
- Noah Fleiss, ator.
- Channing Frye, ponta do NBA.[10]
- Shelley Hack, atriz e topmodel.[11]
- Carolyn Bessette-Kennedy, esposa de John F. Kennedy, Jr.
- Vanessa Rousso, jogadora profissional de poker.[12]
- Ralph Waite, ator. [13]
- James Whitmore (1921–2009), ator.[14]
- Mark Zuckerberg, CEO do conglomerado estadunidense, Meta, Inc..[15]
- George Smith (1930), Prémio Nobel de Física de 2009.
- David Harbour, ator. [16]

## Lugares históricos
Com vários eventos históricos ocorridos em White Plains, como eventos relacionados a colonização americana, revolução e independência, entre outros, a cidade conta com vários lugares de significância histórica, como:
- Jacob Purdy House, construída em 1721, foi usada pelo General George Washington em 1776 a 1778, durante a Batalha de White Plains na Guerra da Revolução Americana. Esta casa foi reconstruída e reformada em 1960.[17]
- Arsenal de White Plains, construído no que era a primeira Corte de Justiça do Condado de Westchester, com um monumento na frente da edificação que comemora a primeira leitura publica em Nova Iorque da Declaração da Independência, em 11 de Julho de 1776.[18]
- Cemitério Rural de White Plains, em uso desde 1797, contem um escritório que foi reformado da primeira igreja Metodista de White Plains.[19]
- Casa e Estudio de Percy Grainger, construção ocupada como residência e estúdio do compositor Percy Grainger de 1921 ate sua morte em 1961. Sua viúva, Ella Strom-Brandellius ocupou a residência ate a sua morte, em 1979.[20]
- Predio Bar, uma edificação comercial construída em 1926 com 10 andares, de construção neogótica / art deco. Foi adicionada ao Registro Nacional de Lugares Historicos em 2007.
- Também existem outros lugares notáveis e históricos em White Plains, tais quais Leo Friedlander Studio, Peoples National Bank and Trust Company Building, Soundview Manor, entre outras listadas no Registro Nacional de Lugares Historicos.[21]

## Listas dos Top
White Plains esta listada nestas listas das top cidades com estas características:
- Numero 31 das Top 100 cidades Americanas com o menor index de crime
- Numero 38 das Top 100 cidades Americanas com o maior custo médio de casas
- Numero 61 das Top 100 cidades Americanas com as menores casas por área
- Numero 88 das Top 100 cidades Americanas com a maior porcentagem de residentes estrangeiros
- Numero 97 das Top 100 cidades Americanas com a população mais idosa
- Numero 100 das Top 100 cidades Americanas com a maior porcentagem da população feminina
- Numero 29 dos Top 101 CEPs Americanos de empresas que reportaram o maior lucro/perda de 2004
- Numero 83 dos Top 101 CEPs Americanos com o maior numero de escritórios de advocacia
- Numero 22 dos Top 101 condados Americanos com o melhor estado de saúde dos residentes